# Walter Schiller
Walter Schiller, né le 3 décembre 1887 à Vienne en Autriche et mort le 2 mai 1960 à Evanston dans l'Illinois aux États-Unis, est un pathologiste autrichien naturalisé américain. 

## Biographie
Walter Schiller a obtenu son doctorat de l'Université de Vienne en 1912. Il a travaillé comme bactériologiste dans l'armée bulgare au cours de la Première Guerre balkanique. Il fut ensuite affecté dans l'armée austro-hongroise durant la Première Guerre mondiale sur le terrain ds combats en Bosnie, en Russie, en Turquie et en Palestine.
De 1918 à 1921, il fut médecin à l'hôpital militaire de Vienne.
De 1921 à 1936, il fut directeur des laboratoires à la clinique de gynécologie de l'Université de Vienne, où il a effectué des études sur le cancer du col de l'utérus et a développé son test éponyme (le test de Schiller). Il a publié dans le domaine des cancers gynécologiques et décrit le test de Schiller en 1927 et a écrit l'un des premiers articles sur dysgerminoma en 1934. 
Walter Schiller a beaucoup voyagé au cours des années 1930, des conférences en Angleterre, Dublin et aux États-Unis.
En 1937, il émigre aux États-Unis avec sa femme et ses deux filles en raison de la menace du nazisme, travaillant d'abord à l'Hôpital Memorial Hospital de New York. Il est devenu directeur du département de pathologie à l'Hôpital du comté de Cook à Chicago en 1938, et a commencé à publier sur les tumeurs de l'ovaire en 1939. Il a décrit la tumeur du sac vitellin.
Avec le professeur d'anatomie Mathias-Marie Duval, ils ont analysé les structures présentes dans les tumeurs endodermiques du sinus, qui seront dénommés les corps de Schiller Duval.